# Народные силы обороны (Мьянма)
Народные силы обороны (бирм. ပြည်သူ့ကာကွယ်ရေးတပ်မတော်; сокращённо НСО) — это вооружённое крыло правительства национального единства (ПНЕ), органа, претендующего на роль законного правительства Мьянмы. Вооружённое крыло было сформировано правительством национального единства совместно с молодёжью Мьянмы и продемократическими активистами 5 мая 2021 года в ответ на военный переворот, произошедший 1 февраля 2021 года, и продолжающееся насилие со стороны хунты. Несмотря на широкую поддержку НСО со стороны народа Мьянмы, 8 мая военная хунта объявила силы террористической организацией. В октябре 2021 года Министерство обороны ПНЕ объявило, что сформировало центральный комитет для координации военных операций по всей стране в рамках единой цепочки командования.
Согласно заявлению ПНЕ, НСО разделено на пять дивизий (Северная, Южная, Средняя, Восточная и Западная дивизии), в каждой из которых есть не менее трёх бригад. Каждая бригада состоит из пяти батальонов, которые в свою очередь делятся на четыре роты. 13 июля 2021 года министр обороны ПНЕ Йи Мон заявил, что численность вновь сформированного ополчения должна достигнуть 8000 человек к концу месяца.

## Союзники
- Демократический фронт всех бирманских студентов
- Национальная армия Чин[11]
- Армия Каренни
- Армия независимости Качина
- Каренская национально-освободительная армия
- Армия Национального демократического альянса Мьянмы
- Национально-освободительная армия Таанга

## Дезертирство военных на сторону НСО
После переворота увеличилось дезертирство военных и их переход на сторону Движения гражданского неповиновения (ДГН) и Народных сил обороны (НСО). Группы Правительства национального единства (ПНЕ) и НСО начали кампании пропаганды и психологической войны, чтобы ускорить развал бирманских вооружённых сил. Перебежчикам из армии обычно грозит смертная казнь, которая затем заменяется пожизненным заключением.
К сентябрю 2021 года количество перебежчиков возросло до 1500 солдат и 500 полицейских, большинство из которых были рядовыми и сержантами.
В октябре 2021 года бригадный генерал Фио Тан, возглавляющий Северо-Западное командование, был задержан военными после того, как были раскрыты его планы дезертировать. Регион Сикайн и штат Чин, входящие в состав Северо-Западного командования, столкнулись с сильным местным вооружённым сопротивлением со стороны НСО.
К 5 февраля 2022 года более 8000 солдат дезертировали, чтобы присоединиться к ДГН, при этом 75 % перебежчиков выразили готовность присоединиться к НСО.
К 15 февраля 2022 года стало известно, что более 16 000 солдат и полицейских присоединились к Движению гражданского неповиновения для борьбы с военной хунтой.